# Martinsart British Cemetery
Le Martinsart British Cemetery  est un cimetière militaire de la Première Guerre mondiale, situé sur le territoire de la commune de Mesnil-Martinsart, dans le département de la Somme, au nord-est d'Amiens.

## Localisation
Ce cimetière est situé au sud du village, non loin du cimetière communal, rue « Les Treize ».

## Histoire

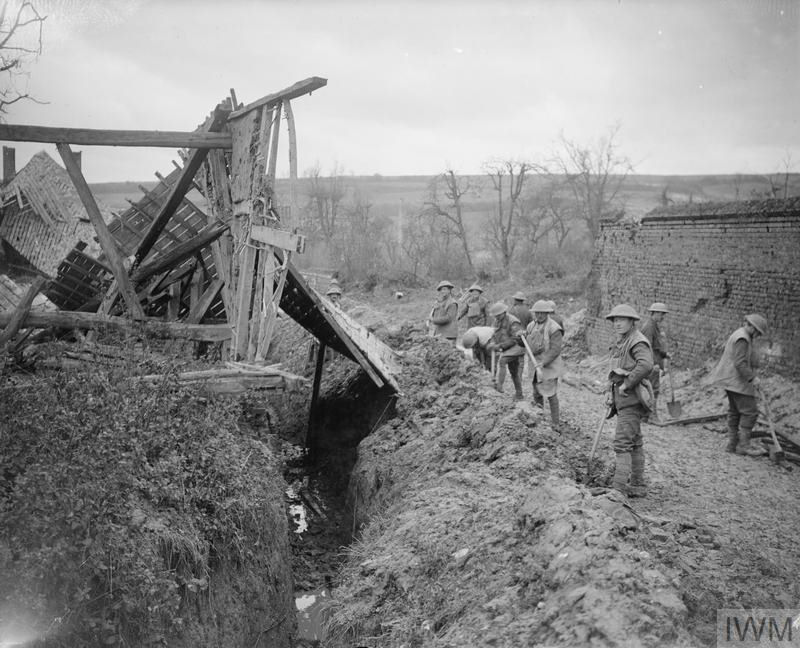
Photo de 1916 montrant les soldats britanniques à proximité du Martinsart British Cemetery.

Martinsart fut proche de la ligne de front alliée jusqu'en septembre 1916, puis de mars à août 1918.

Ce cimetière fut commencé fin juin 1916, lorsque 14 hommes du 13è Royal Irish Rifles, tués par un obus, y furent inhumés. Il a été utilisé comme cimetière de première ligne jusqu'en octobre 1916 et de nouveau en septembre 1918, lorsque les corps ont été ramenés des champs de bataille. Après l'Armistice, le cimetière fut agrandi grâce à l'apport de tombes supplémentaires provenant de cimetières provisoires des alentours. 

Aujourd'hui, 488 militaires de la Première Guerre mondiale sont enterrés ou commémorés dans le cimetière dont 155  ne sont pas identifiés .

## Caractéristiques
Le cimetière a un plan rectangulaire de 50 m sur 25.
la particularité de ce cimetière vient du fait que les tombes sont marquées par des pierres faites de grès rouge de Corsehill ou de Locharbriggs, plutôt que de la pierre de Portland plus habituelle.

Le cimetière a été conçu par Sir Reginald Blomfield.

## Sépultures
| Pays             | Sépultures |
| ---------------- | ---------- |
| Royaume-Uni      | 479        |
| Australie        | 1          |
| Nouvelle-Zélande | 8          |
| Total            | 488        |

## Galerie

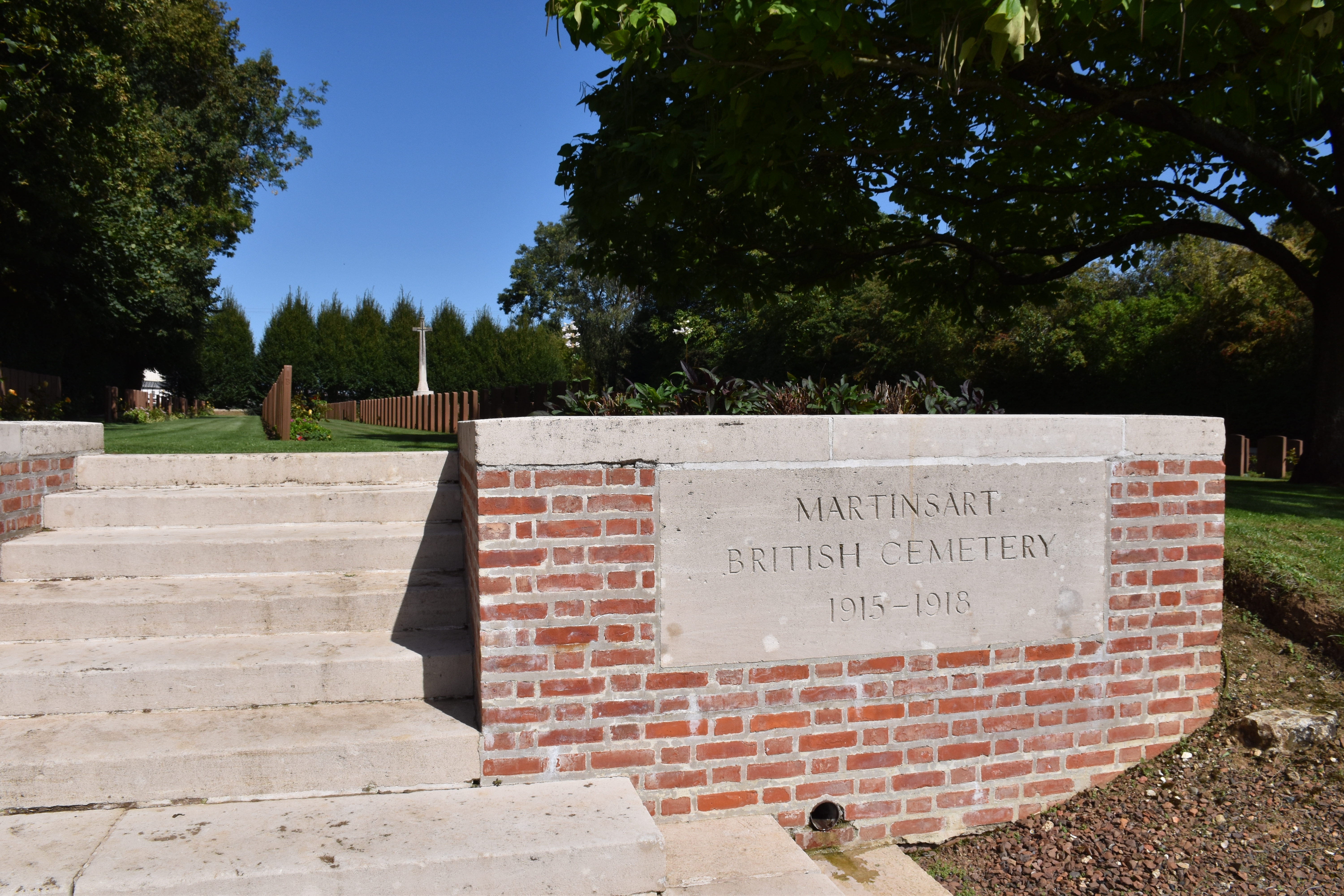
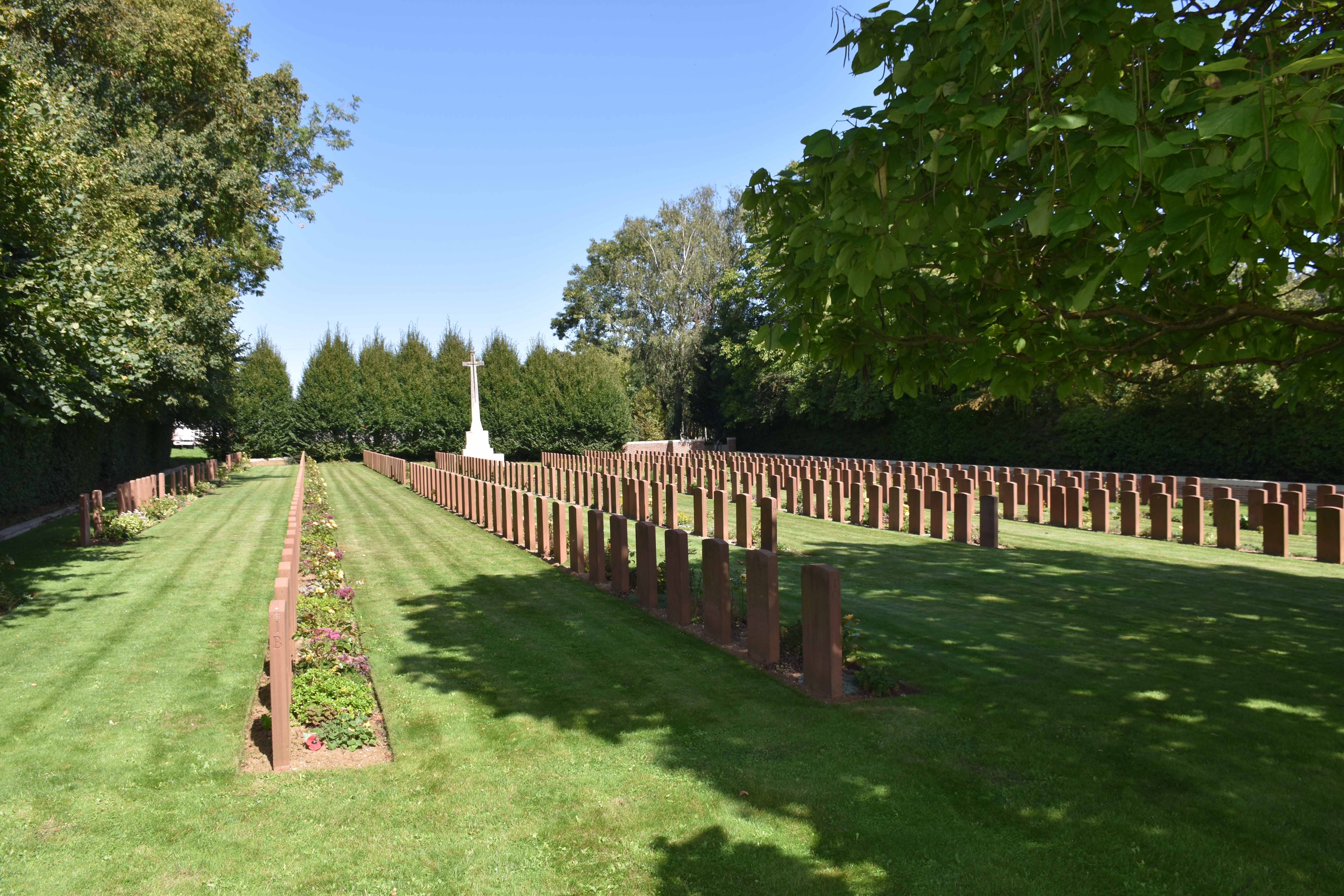
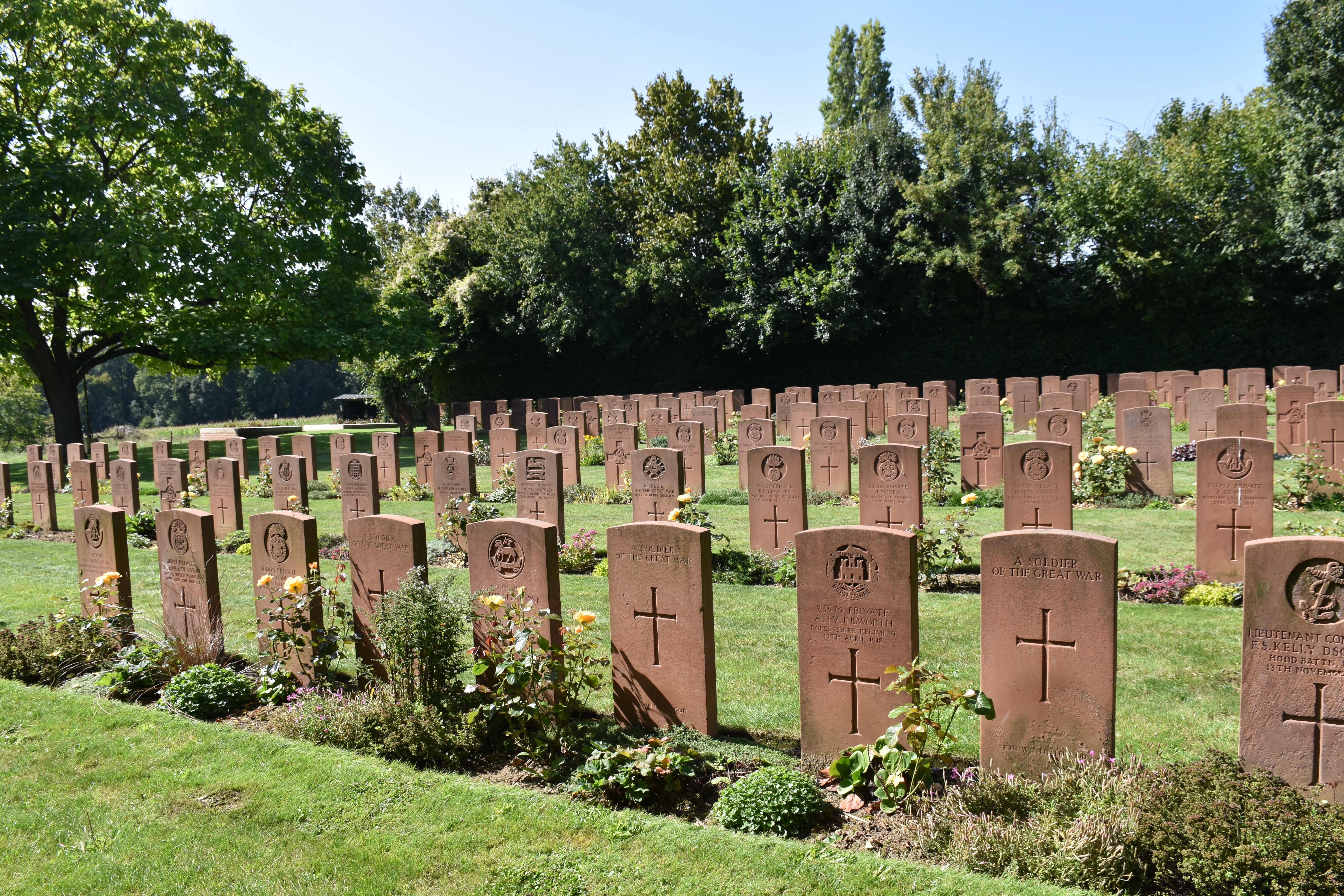
Pierres tombales en de grès rouge ou de Locharbriggs.
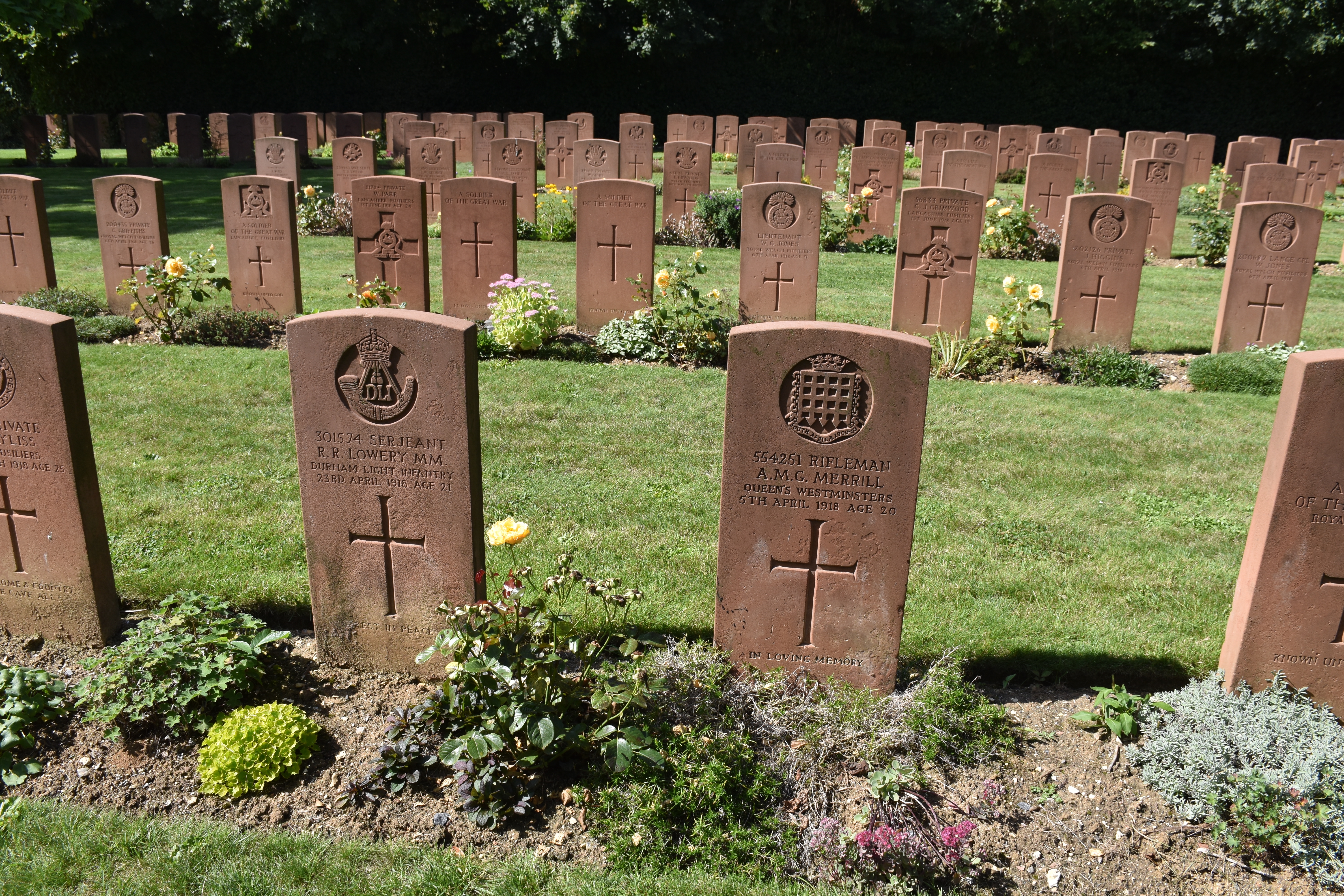
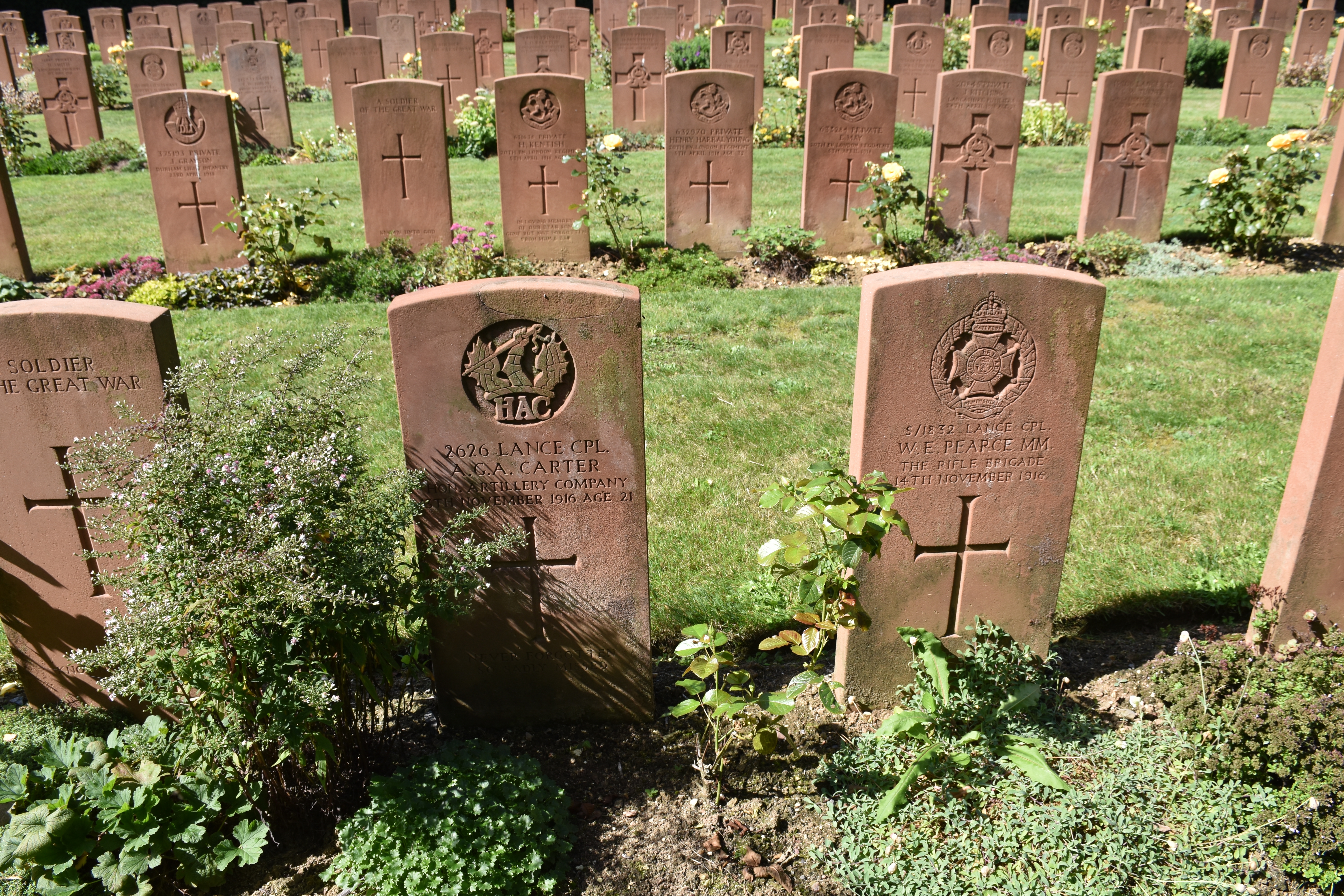